# Muntanyes de Mas Cabanyes
Les Muntanyes de Mas Cabanyes és una serra al municipi de Vidreres, a la comarca de la Selva, amb una elevació màxima de 310 metres.